# Geografia de Singapura

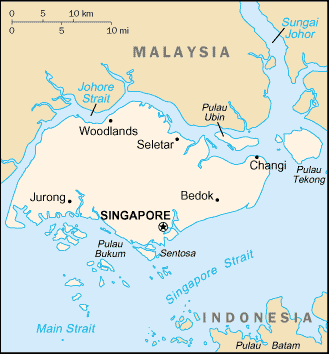
Mapa de Singapura. Essa imagem foi retirada da própria Wikipedia.Continente: ÁsiaGoverno: República parlamentaristaIdiomas: Malaio, chinês, tâmil e inglêsComposição Étnica: Chineses 76%, malaios 15%, indianos 6%IDH: 0.846 (elevado)PIB: 397 bilhões USD

Bandeira de Singapura. Essa imagem foi retirada da própria Wikipedia,

Brasão de Armas de Singapura. Essa imagem foi retirada da própria Wikipedia.

Singapura é uma cidade-estado insular muito pequena, fortemente urbanizada. Localizada no sudeste asiático marítimo, na extremidade da Península da Malásia, entre a Malásia e a Indonésia, bem como do Estreito de Malaca e o Mar da China Meridional. Singapura tem uma área total de 735,4 quilómetros quadrados  e aproximadamente 193 km de linha costeira (limite com o oceano). Encontra-se separada da Indonésia pelo Estreito de Singapura, e da Malásia pelos Estreitos de Johor. Suas condições naturais ajudam na instalação de portos.
Geograficamente, Singapura compreende a ilha principal, Pulau Ujong, e mais de sessenta ilhas. Tem uma população de mais de seis milhões de pessoas.

## Clima

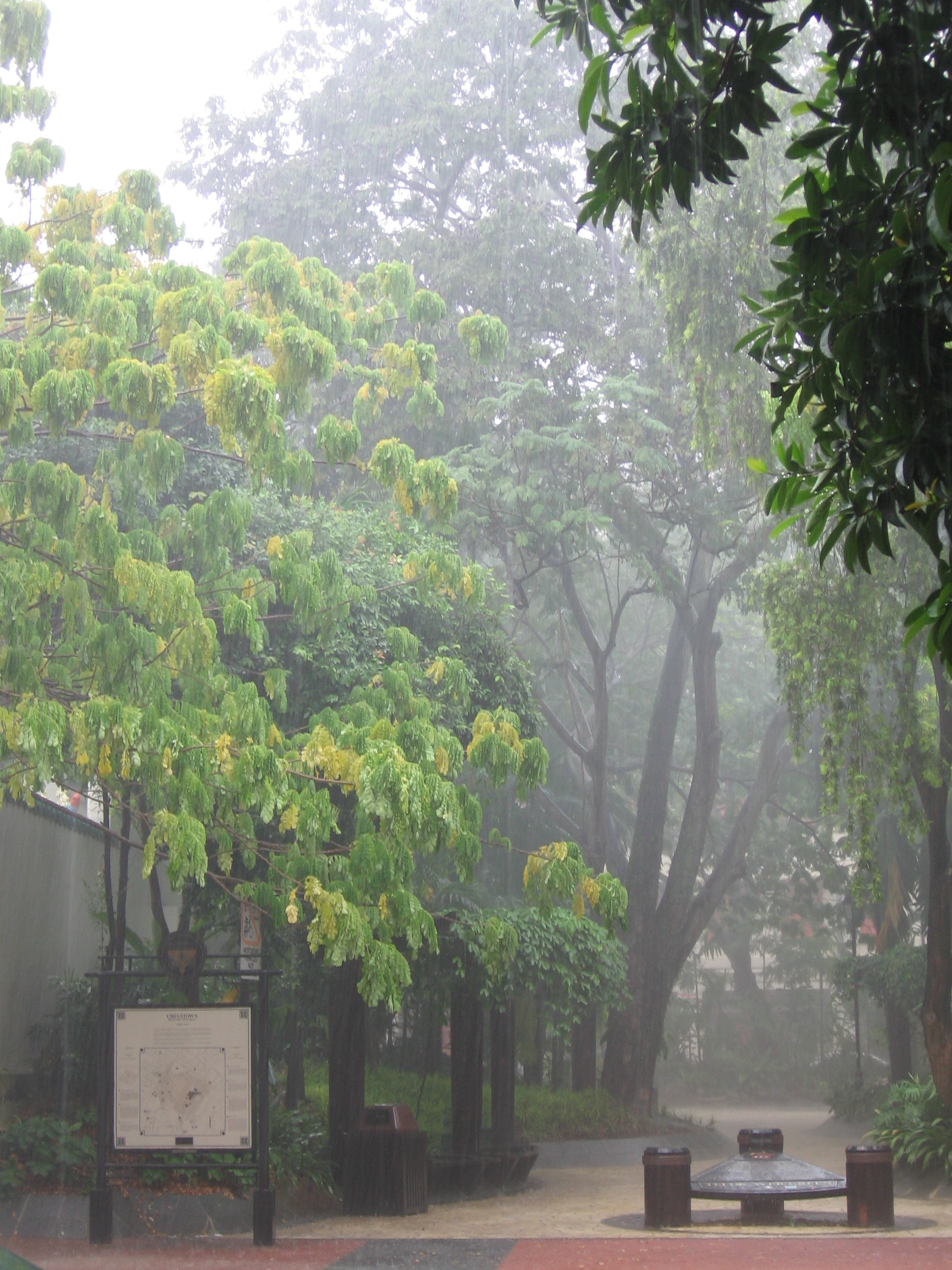
As trovoadas à tarde são uma ocorrência frequente em Singapura, que tem um clima equatorial.

Singapura está situada a um grau e meio a norte do equador, posicionando-se inteiramente entre o 1.º e o 2.º paralelos. O clima de Singapura é classificado como clima de floresta tropical (Classificação climática de Köppen Af), sem estações verdadeiramente distintas. Devido à sua localização geográfica e exposição marítima, o clima caracteriza-se por temperaturas e pressões uniformes, alta humidade e precipitação abundante. Por isso, o tempo é quase sempre quente e húmido. A precipitação média anual é de cerca de 2 340 mm (92,1 pol). Os maiores registos históricos de precipitação em 24 horas foram 512,4 mm (20,2 pol) (2 de dezembro de 1978) em Paya Lebar, 467 mm (18,4 pol) (1969) e 366 mm (14,4 pol) (19 de dezembro de 2006).
A temperatura varia dentro de um intervalo diurno mínimo de 25 °C (77,0 °F) e máximo de 33 °C (91,4 °F). Maio é o mês mais quente do ano em Singapura, seguido por junho, devido aos ventos fracos e ao forte sol durante esses meses. A temperatura mais alta registada foi de 37,0 °C (98,6 °F), ocorrida duas vezes, em 17 de abril de 1983 e 13 de maio de 2023. A temperatura mais baixa registada foi de 19,0 °C (66,2 °F) em 14 de fevereiro de 1989 em Paya Lebar, embora exista um registo não oficial de 18,4 °C (65,1 °F) numa data não especificada. No entanto, na estação climática de Changi, os extremos variaram entre 36,0 °C (96,8 °F) em 30 de março de 1998 e 19,4 °C (66,9 °F) em 30 e 31 de janeiro de 1934. A temperatura frequentemente ultrapassa 33,2 °C (91,8 °F) e pode atingir 35 °C (95 °F) ocasionalmente.
A humidade relativa varia desde valores superiores a 90% nas primeiras horas da manhã até cerca de 60% no meio da tarde, mas pode cair abaixo de 50% em algumas ocasiões. Durante períodos prolongados de chuva intensa, a humidade relativa frequentemente atinge 100%. De forma geral, há mais precipitação no lado oeste da ilha do que na parte oriental de Singapura, devido ao efeito de sombra de chuva.
Assim, o lado leste de Singapura é muito mais seco e ligeiramente mais quente do que o lado oeste. Isso pode causar pequenas disparidades climáticas de uma parte da ilha para a outra. Este fenómeno é relevante, pois mesmo uma pequena elevação como a Bukit Timah Hill pode provocá-lo. Apesar do tamanho reduzido de Singapura, é comum que haja sol numa parte da ilha enquanto chove na outra.
Outras diferenças que impedem uma verdadeira uniformidade climática ao longo do ano são as estações das monções, que ocorrem duas vezes por ano. A primeira é a Monção do Nordeste, que acontece de meados de novembro ao início de março. A segunda é a Monção do Sudoeste, de junho a setembro. Os períodos entre estas monções são caracterizados por menos chuva e ventos. Durante a Monção do Nordeste, os ventos predominantes de nordeste podem alcançar 20 km/h (12 mph). Dezembro e janeiro apresentam condições nubladas com chuvas frequentes à tarde.
Ocorrem períodos de chuva moderada a intensa, que podem durar de um a três dias consecutivos. Fevereiro até o início de março é relativamente seco, embora a precipitação ainda ultrapasse os 120 mm. Geralmente, estes meses também são ventosos, com velocidades que podem atingir entre 30 a 50 km/h (19 a 31 mph) em janeiro e fevereiro. Durante a Monção do Sudoeste, predominam ventos do sudeste. Pancadas de chuva isoladas a dispersas ocorrem no final da manhã e no início da tarde. As "Sumatras" — linhas de instabilidade que se formam em Sumatra — são comuns nas primeiras horas da manhã.

### Iniciativas para combater as mudanças climáticas
Singapura reconhece que as mudanças climáticas nas próximas décadas terão implicações significativas para a ilha-nação. O país adotou uma abordagem tripla para o problema: pesquisar como as mudanças afetarão especificamente a nação, implementar medidas de mitigação e adaptar-se às mudanças que estão por vir. Para a pesquisa, foi criado o Centro de Pesquisa Climática de Singapura (Centre for Climate Research Singapore – CCRS).
O governo estima que serão necessários 100 bilhões de dólares ao longo de 100 anos para lidar com o problema. No orçamento de 2020, reservou um montante inicial de 5 bilhões de dólares para um Fundo de Proteção Costeira e Contra Inundações. Para incentivar a população, o governo oferece subsídios para que proprietários convertam seus veículos para elétricos (EV), incluindo descontos nas taxas de Registro Adicional, além de expandir a rede de estações de carregamento de veículos elétricos. O país planeia eliminar gradualmente os veículos movidos a gasolina e diesel até 2040. A política de transporte de Singapura continua a focar-se num futuro "car-lite", no qual a maioria dos passageiros deverá utilizar transportes públicos (comboios MRT, autocarros, táxis).
Singapura foi o primeiro país do Sudeste Asiático a aplicar um imposto sobre carbono, no valor de 5 dólares por tonelada, aplicada às maiores empresas emissoras de carbono que produzem mais de 25.000 toneladas de dióxido de carbono por ano. Para reduzir a dependência de combustíveis fósseis, está a construir um dos maiores parques solares flutuantes do mundo, no reservatório de Tengeh, em Tuas, com uma capacidade de 60 MW.